# Ploučnice
Ploučnice (niem. Polzen) – rzeka na północy Czech, prawy dopływ Łaby; wypływa pod Ještědem, uchodzi do Łaby w Děčínie; nad rzeką leży m.in. miasto Česká Lípa.